# گتاتاغ
گتاتاغ (به ارمنی: Գետաթաղ) یک سکونتگاه مسکونی در ارمنستان است که در استان سیونیک واقع شده‌است.  در  کیلومتری جنوب کاپان، مرکز استان سیونیک واقع شده است.

## خصوصیات
گتاتاغ ۲۱٫۷۶ کیلومترمربع مساحت و ۱۸۲ نفر جمعیت دارد و در ارتفاع  متر بالاتر از سطح دریا قرار گرفته است.